# Torymus nubilus
Torymus nubilus is een vliesvleugelig insect uit de familie Torymidae. De wetenschappelijke naam is voor het eerst geldig gepubliceerd in 1939 door Breland.